# فرنسيس تايلور
فرنسيس تايلور (14 يونيو 1890 في المملكة المتحدة - 6 ديسمبر 1963) (بالإنجليزية: Francis Taylor)‏ هو لاعب كريكت بريطاني وبريطاني (وحمل سابقاً جنسية المملكة المتحدة لبريطانيا العظمى وأيرلندا). لعب مع نادي مقاطعة ديربيشاير للكريكت ‏.